# Église Saint-Martin de Laval
Pour les articles homonymes, voir Église Saint-Martin.
L'église Saint-Martin est une église de Laval, en Mayenne.  Elle se trouve au nord-ouest du centre-ville, rue Louis Perrin, dans l'ancien faubourg Saint-Martin. Elle est dédiée à Martin de Tours, évêque de Tours au IVe siècle.
L'église a été construite pendant la seconde moitié du XIe siècle. Elle faisait à l'origine partie d'un prieuré de Bénédictins qui dépendait de l'abbaye de Marmoutier. De style roman, l'église est tout à fait caractéristique des églises construites au XIe siècle en Mayenne. Elle a été transformée en caserne lors de la Révolution française, puis elle a été restaurée à la fin du XIXe siècle. Actuellement en très mauvais état, elle n'est ouverte aux visiteurs que lors de visites guidées.
L'église fait l’objet d’un classement au titre des monuments historiques depuis le 11 décembre 1979.

## Histoire

### Le prieuré
Le prieuré bénédictin, qui dépendait de l'abbaye de Marmoutier, a été fondé vers 1050 par Guy Ier de Laval. Il se trouvait en dehors de la ville, sur un terrain pauvre et marécageux, mais le long de la route entre Rennes et Le Mans,. La fondation d'établissements bénédictins de ce genre était alors courante dans la région, et des exemples existent à Vitré, Beaupréau et Donges. Avant la fondation du prieuré, des Bénédictins avaient déjà une chapelle à Laval, et ils desservaient les paroisses situées à l'ouest de la ville, comme Saint-Berthevin, Saint-Cyr-le-Gravelais et Le Genest. Guy Ier avait un fils, Jean, qui était lui-même moine à Marmoutier, et cela l'a sans doute motivé à financer la construction du prieuré.
L'église en elle-même a été construite pendant la seconde moitié du XIe siècle. Elle se trouvait sur un côté d'une cour entourée de bâtiments conventuels. Cette cour formait par ailleurs un cloître.
Les moines ont aussi fait lotir une partie de leurs terres, et un village est apparu autour de l'église. Ce village, appelé Bourg-Saint-Martin, se trouvait juste devant la porte Renaise, qui permettait d'accéder à la ville close. Il était directement administré par le prieur, et il n'avait aucun lien avec le comte de Laval, en dehors de la supériorité féodale du comte sur le prieur. Ce dernier pouvait notamment rendre la justice sur les terres du prieuré. Lorsque ces droits furent supprimés, à une date indéterminée, le Bourg-Saint-Martin est devenu un simple faubourg de la ville de Laval.
Au XVe siècle, l'église fut légèrement améliorée. Des fenêtres furent percées dans les murs sud de la nef et du transept, et la voûte de la croisée du transept fut refaite. De son côté, le logis prioral fut totalement reconstruit. Il fut encore agrandi vers 1720.

### Depuis la Révolution
Le prieuré et l'église furent fermés en 1791. L'église devint une caserne, puis un magasin militaire. Le chanoine Le Segrétain achète l'église en 1879, puis il la fait restaurer. Il redonne à l'édifice son aspect initial, mais fait aussi rajouter des merlons et des créneaux sur la tour du transept en 1895. L'église sert alors de chapelle à l'aumônerie militaire. Les créneaux ajoutés en 1895 sont toutefois détruits en 1995, et la tour retrouve son toit originel.
Les travaux de 1995 sont poursuivis dans les années 2000 avec la démolition de deux immeubles contigus à l'église, qui masquaient le chevet et la façade sud. Une zone d'aménagement concerté a par ailleurs été créée autour de l'église en 1992, afin de rénover le quartier. Il existe toutefois des incertitudes sur l'avenir de l'église, et son portail est encore couvert d'une simple bâche de protection. Cette bâche est décorée de dessins réalisés par des élèves de l'école Victor-Hugo en 2009.

## Architecture
L'église, d'architecture romane, est construite en grès clair de petit appareil et en grès roussard de gros appareil. Le grès roussard n'a servi que pour les contreforts, les chaînes d'angle et l'encadrement des ouvertures. L'église ne possède qu'une seule nef, qui était à l'origine soutenue par des contreforts. Des arrachements sont d'ailleurs encore visibles à l'extérieur.
La façade nord possède encore ses cinq fenêtres en plein-cintre du XIe siècle, tandis que celles de la façade sud, ouvertes au XVe siècle, sont des baies en arc brisé. Les vitraux datent de 1951. Le portail, initialement situé sur la façade ouest, a été déplacé sur le mur nord, peut-être au XVIIIe siècle. Il est en granite et possède une voussure en plein-cintre formée de trois rouleaux qui possèdent chacun une moulure différente. Cette disposition reflète une influence normande. 
À l'intérieur, la nef s'ouvre sur le transept par une grande arcade centrale entourée de deux passages berrichons. Les bras du transept comptent chacun une chapelle, orientée à l'est. Le chœur est formé d'une travée et d'une abside rétrécie.

## Peintures murales
L'église possède un ensemble de peintures murales des XIIe, XVe et XVIIe siècles. Elles ont été largement restaurées au XIXe siècle, et l'ensemble ne comprend en fait que des surfaces très réduites des peintures d'origine.